# ارسیوس

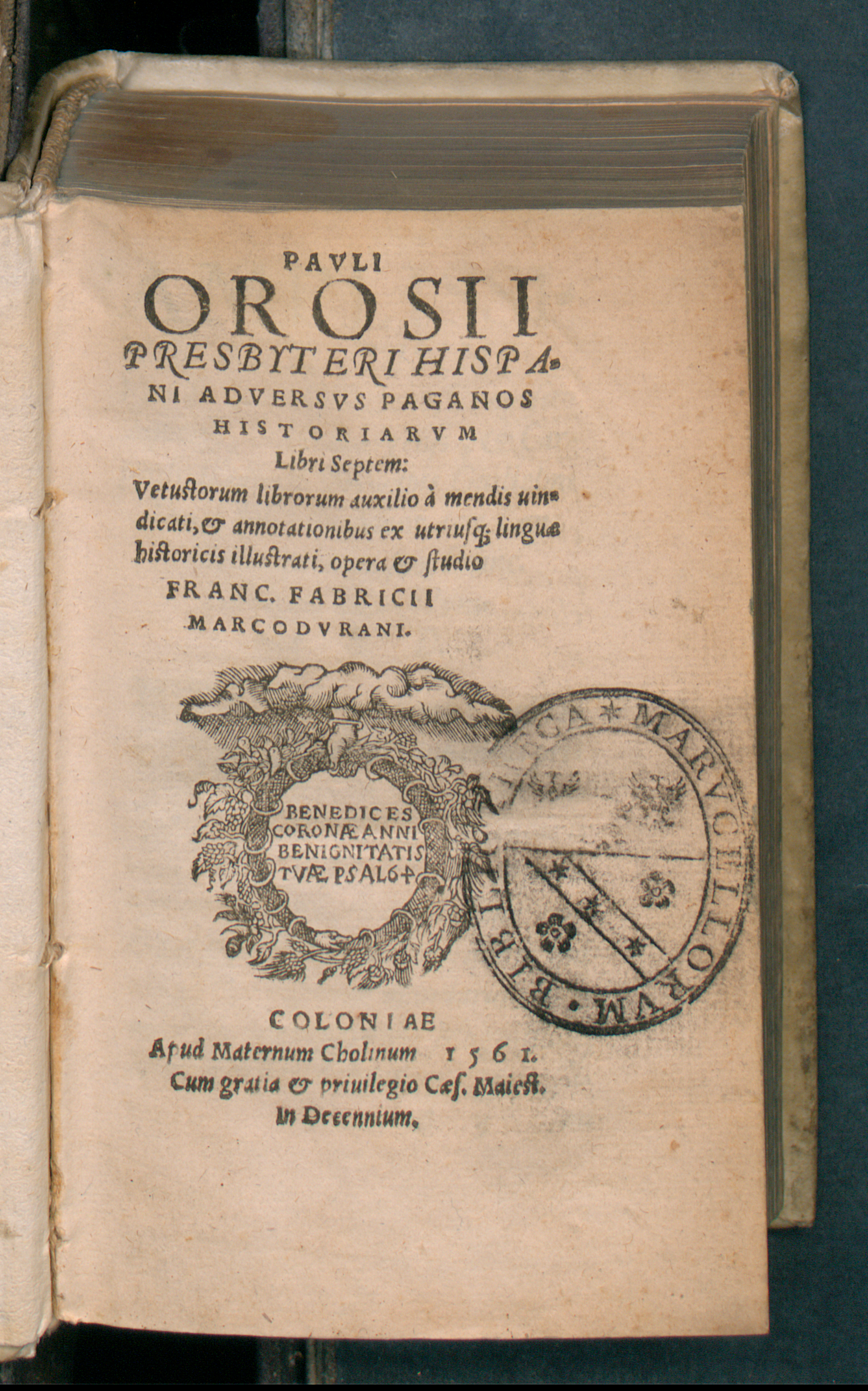
Historiae adversus paganos, 1561

پائولوس اُرُسیوس یا اُرُسی‌یوس (به لاتین: Paulus Orosius) (زادهٔ حدود ۳۷۵- مرگ حدود ۴۱۸ میلادی) تاریخنگار و متأله مسیحی و شاگرد آگوستین قدیس بود. او از اهالی گالاسیا در اسپانیا و شمال پرتغال کنونی بود. او بیشتر برای نگارش کتاب‌های تاریخی هفتگانهٔ ضدکافرانش شناخته شده‌است.
او چندی را در شمال آفریقا با آگوستین و در کسوت شاگردی او گذرانده بود. سپس از سوی آگوستین به فلسطین فرستاده‌شد. او در جرگهٔ تاریخنگارانی‌است که از کتسیاس نقل قول کرده‌است.
ابن‌خلدون در انتهایی کتاب العبر به ارسیوس ارجاع می‌دهد.